# Dirk Krikilion
Dirk Krikilion o Krikillion (Geraardsbergen, 16 de juny de 1960) va ser un ciclista belga, que fou professional entre 1983 i 1987. No va aconseguir cap victòria durant la seva carrera esportiva.

## Palmarès
- 1982
  - Vencedor d'una etapa a la Volta a Bèlgica amateur
- 1983
  - 1r a la Classificació de Metes Volants a la Setmana Catalana